# Flinz

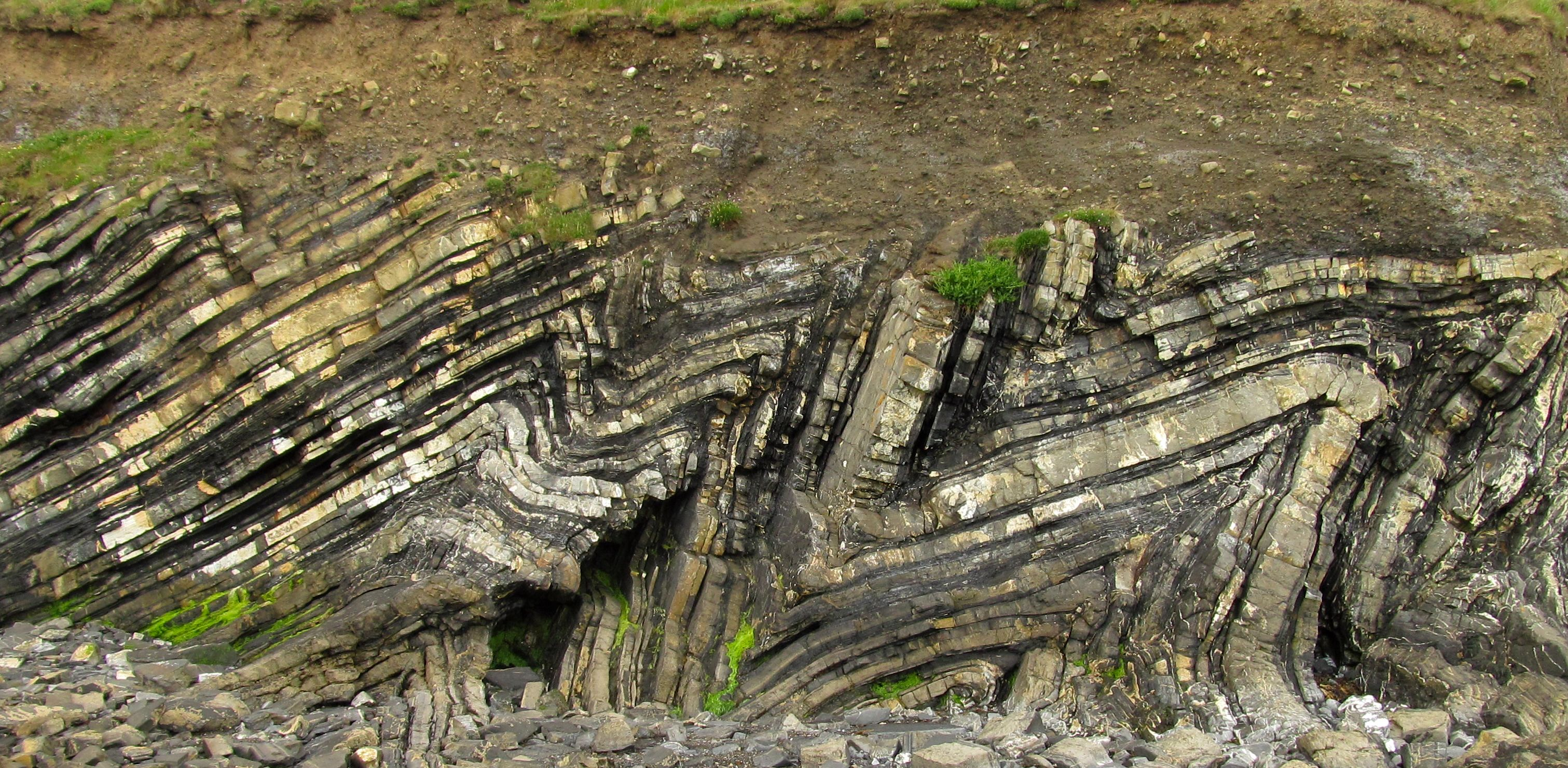
Variszisch gefaltete, dem paläozoischen Flinz Mitteleuropas ähnliche Abfolge der Loughshinny-Schichten (Karbon, Irland)

Als Flinz werden im deutschsprachigen Raum verschiedene Sedimentgesteine oder Abfolgen von Sedimentgesteinen bezeichnet.
Im mitteleuropäischen Varistikum steht der Begriff für eine Wechsellagerung von karbonatischen und dunklen, tonigen Sedimenten, die in einem Meeresbecken durch Trübeströme abgelagert wurden. Es handelt sich somit um eine spezielle Turbidit-Fazies.
Daneben wird die Bezeichnung für feinkörnige, laminierte Kalksteinlagen des Solnhofener Plattenkalkes (Oberjura) verwendet.
Zudem werden die sandigen bis tonigen Sedimente der Oberen Süßwassermolasse (Miozän) in Oberbayern so genannt.

## Flinzfolgen des Varistikums

### Genese und Aufbau

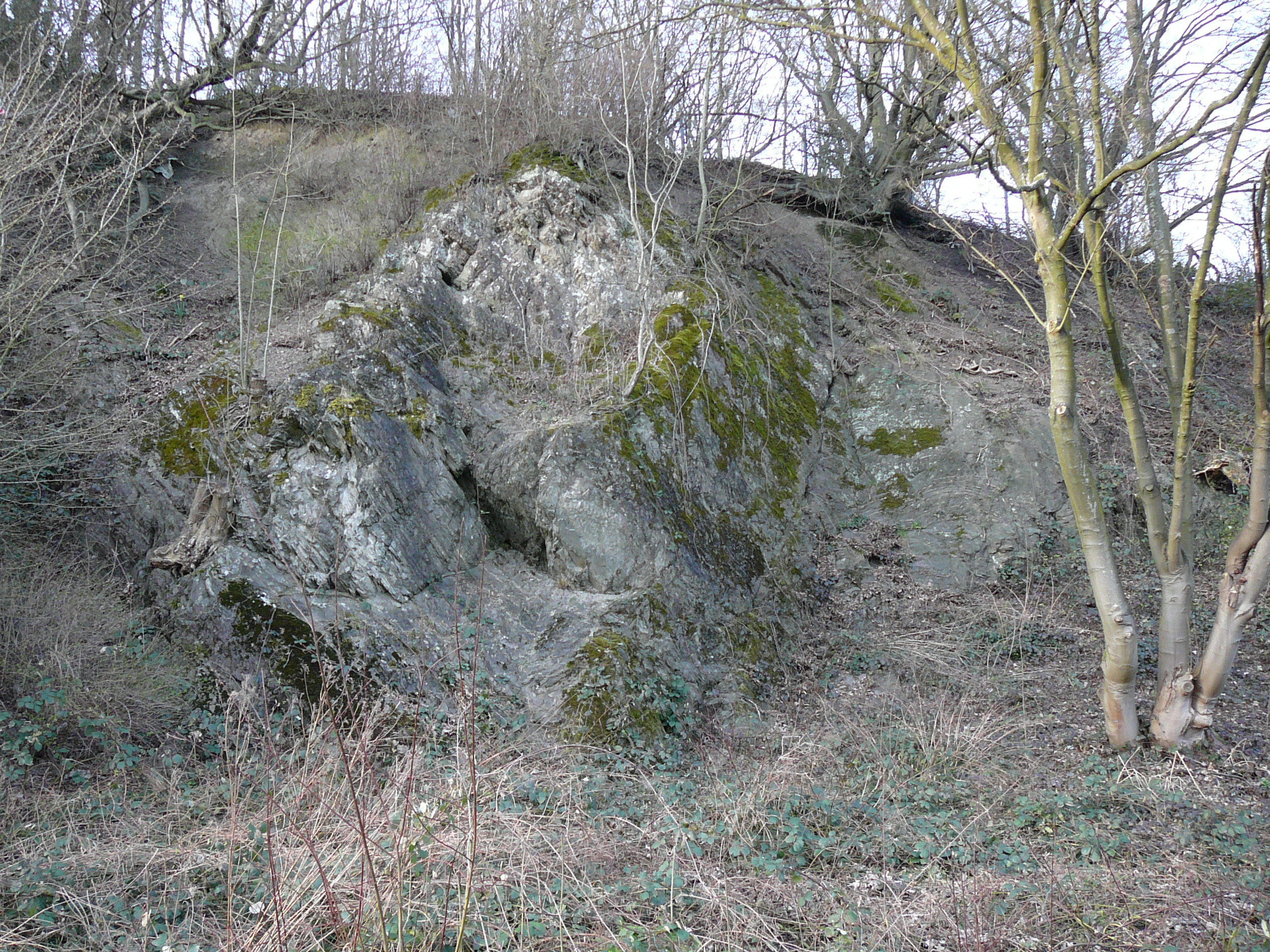
Flinzschiefer in Wuppertal-Dorrenberg

Beim paläozoischen Flinz des Rheinischen Schiefergebirges und des Harzes handelt es sich um Kalkstein-Tonstein-Wechselfolgen, die in tieferen Meeresregionen des Rhenoherzynischen Beckens in der Umgebung von submarinen Schwellen unter Aufarbeitung von älteren karbonatischen Gesteinen, wie beispielsweise Riffkalksteinen abgelagert wurden. Das Karbonat wurde dabei durch Trübströme in den Ablagerungsraum eingetragen. Ähnlich wie bei klastischen Turbiditen, führte dies zu zyklisch geschichteten Sedimentabfolgen, wobei ein einzelner Zyklus einer sogenannten Bouma-Sequenz entspricht. Eine vollständige Bouma-Sequenz umfasst, vom Liegenden zum Hangenden, folgende Abschnitte:
- A – Gradierter Abschnitt:
  - Ablagerung durch Sedimentation bei sehr hoher Strömungsgeschwindigkeit, oft mit Erosion des Tops der unterlagernden Schicht verbunden
  - Basis besteht aus Kalken mit grobem Biodetritus und/oder Brekzien, nach oben abnehmende Korngröße (Gradierung)

- B – Unterer laminierter Abschnitt:
  - Ablagerung bei immer noch hoher Strömungsgeschwindigkeit
  - parallele, laminierte Schichtung aus gröberen und feineren karbonatischen Partikeln

- C – Abschnitt mit Kreuz- und Wickelschichtung (convolute bedding), Tellerstrukturen und Strömungsrippeln (Ablagerung bei verringerter Fließgeschwindigkeit)

- D – Oberer laminierter Abschnitt:
  - Ablagerung zum Ende des Schüttungsereignisses
  - relativ feinkörnige, laminierte Kalksteine

- E – Toniger Abschnitt
  - Schwebfracht der normalen Beckensedimentation (Hintergrundsediment): Tone und Silte

Vollständige Bouma-Zyklen sind in der Natur nur selten zu beobachten, was vor allem die Abschnitte A–D, die eigentlichen Turbiditlagen, betrifft. Die Tonlagen (Abschnitt E) trennen jeweils zwei aufeinander folgende Turbidite und bilden nach der Verfestigung die so genannten Flinzschiefer. Die Kalkturbidite selbst werden als Flinzkalke bezeichnet. Während die Flinzkalke in relativ kurzer Zeit (wenige Stunden bis Tage) abgelagert werden, nimmt die Sedimentation der Flinzschiefer, je nach Mächtigkeit, viele Jahre bis viele tausende oder zehntausende Jahre ein. Das Material für die Flinzkalke stammt meist von Riffkörpern oder anderen submarinen Schwellen- oder Plattformkalken.
Aus dem Verhältnis der Mächtigkeit der Schichtglieder und der Vollständigkeit einer Bouma-Sequenz, kann die Entfernung vom Liefergebiet abgeleitet werden: Während Flinzfolgen, die in der Nähe des Herkunftsgebietes abgelagert wurden (proximal) durch weitgehend vollständige Zyklen und relativ hohe Mächtigkeit der Kalke charakterisiert sind, fehlen bei weit entfernt (distal) gebildeten Flinzfolgen meist die gröberen Abschnitte, die Flinzkalke sind relativ geringmächtig und ein Großteil der Abfolge besteht aus Schiefer. Die Mächtigkeit einer Flinz-Sequenz schwankt von wenigen Zentimetern bis mehrere Meter.

### Vorkommen
Im Oberdevon des Rheinischen Schiefergebirges sind Flinzschichten im Umfeld des Velberter Sattels bekannt. Hier überlagern sie den mitteldevonischen Massenkalk im Bereich des nördlichen Bergischen Landes. In 35 m Flinzschiefer sind dort bis zu 20 m Flinzkalke eingelagert. In diesem Raum liegt am Top der Schichtenfolge die Frasne-Famenne-Grenze.
Walter Schriel führte 1928 den Begriff auch für oberdevonische Schichtenfolgen im Harz ein. Flinzschichten sind aus der Umgebung von Wernigerode und von St. Andreasberg bekannt.
Weltweit sind Gesteinsfolgen, die genetisch und faziell dem Flinz des Varistikums entsprechen, weit verbreitet. Zu nennen wären hier beispielsweise der Shady Dolomite (Kambrium, Virginia, USA) oder die Prong-Creek-Formation (Devon, Yukon Territory, Kanada).

## Flinze des Solnhofener Plattenkalks

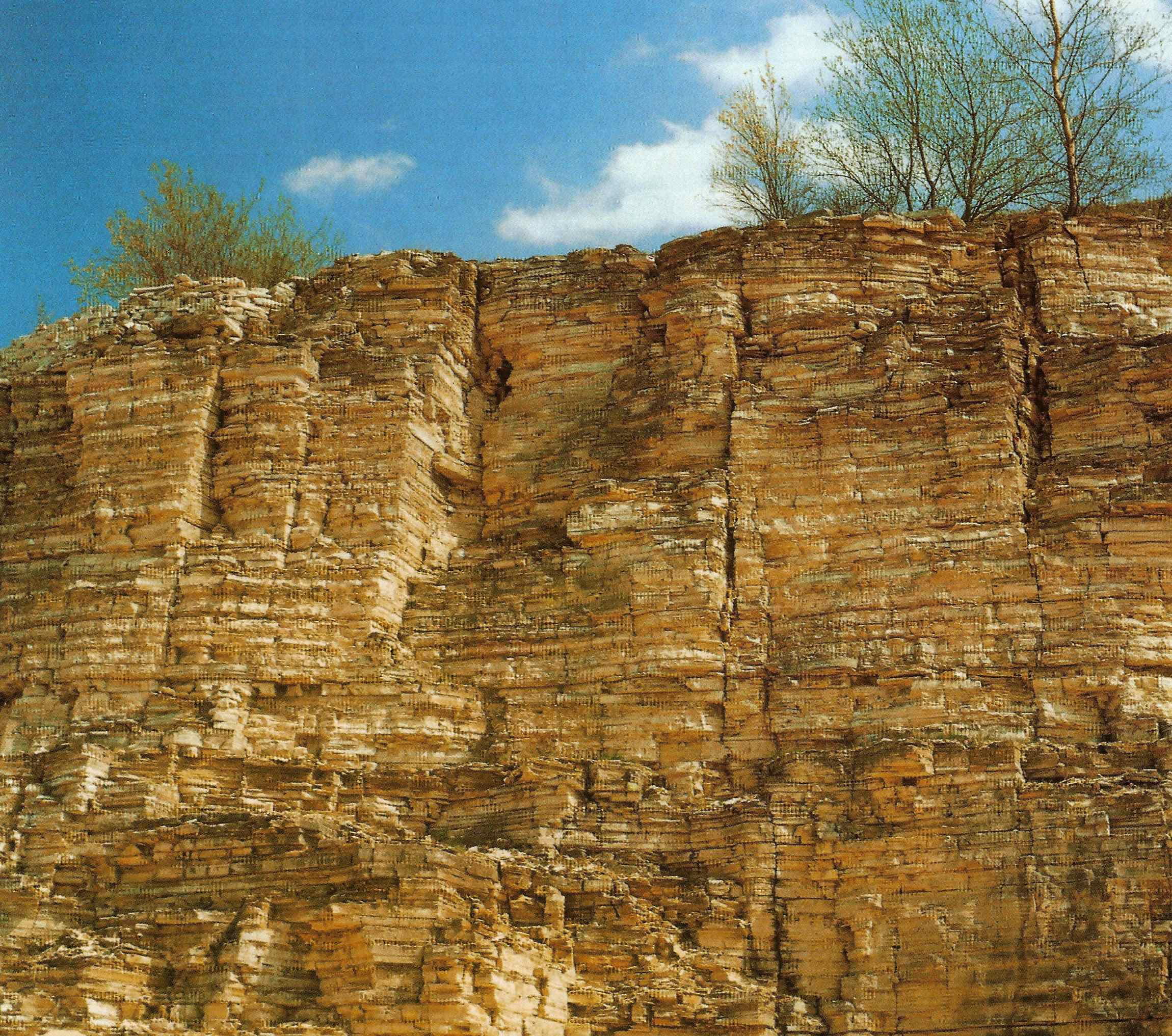
Solnhofener Plattenkalk, Steinbruch Frauenberg

Jene Schichten des Solnhofener Plattenkalks (Tithonium der Fränkischen Alb), die aus sehr feinkörnigem, intern laminiertem Kalkstein bestehen, werden ebenfalls „Flinz“ oder „Flinze“ genannt. Sie erreichen mittlere Mächtigkeiten zwischen 0,5 und 1 cm und eine maximale Mächtigkeit von bis zu 30 cm in der Gegend um Solnhofen. Den Flinzen sind tonreichere Lagen, sogenannte Fäulen, zwischengelagert. Flinze und Fäulen enthalten die gleichen Mikrofossilien (Coccolithen und selten Foraminiferen). Der Rest des Karbonats ist passiv aus der Wassersäule ausgefällt worden. Da die Flinz-Fäule-Pakete entlang der Schichtflächen, nicht aber entlang der internen Lamination der Flinze spalten, sind die meisten Fossilien des Solnhofener Plattenkalkes von den Schichtoberseiten der Flinzlagen bekannt. Der Solnhofener Plattenkalk wurde vermutlich in etwa 30 bis 80 m Wassertiefe in kleineren, möglicherweise hypersalinaren Lagunen abgelagert, die sich zwischen Schwamm-Algen-Riffen ausdehnten.

## Flinz der Oberen Süßwassermolasse

Als Tonmergel ausgebildeter Flinz der Oberen Süßwassermolasse in der Aubinger Lohe

Als „Flinz“ werden in Oberbayern miozäne fluviatil-limnische Sedimente des Molassebeckens (Obere Süßwassermolasse) bezeichnet. Es handelt sich dabei um feinsandig bis tonige, teils mergelige Ablagerungen mit einem hohen Glimmeranteil. In der Münchener Schotterebene bilden sie die Unterlage für die eiszeitlichen Ablagerungen. Die Isar, der Lech, die Würm und der Hachinger Bach haben sich zum Teil bis in diese Flinzschichten eingeschnitten.